# Karl-Johan Wong
Karl-Johan Wong (ur. 7 marca 1923, zm. 20 stycznia 1997) – szwedzki zapaśnik walczący w stylu klasycznym. Brązowy medalista mistrzostw Europy w 1947 roku. 
Mistrz kraju w 1947 roku.